# Kljaci
Kljaci su naseljeno mjesto u općini Travnik, Federacija Bosne i Hercegovine, BiH.
Nalazi se istočno od Travnika.

## Stanovništvo

### 1991.
Nacionalni sastav stanovništva 1991. godine, bio je sljedeći:
ukupno: 739
- Muslimani - 735
- Jugoslaveni - 4

### 2013.
Nacionalni sastav stanovništva 2013. godine, bio je sljedeći:
ukupno: 634
- Bošnjaci - 627
- ostali, neopredijeljeni i nepoznato - 7